# Evangelische Kirche (Volkmarsen)

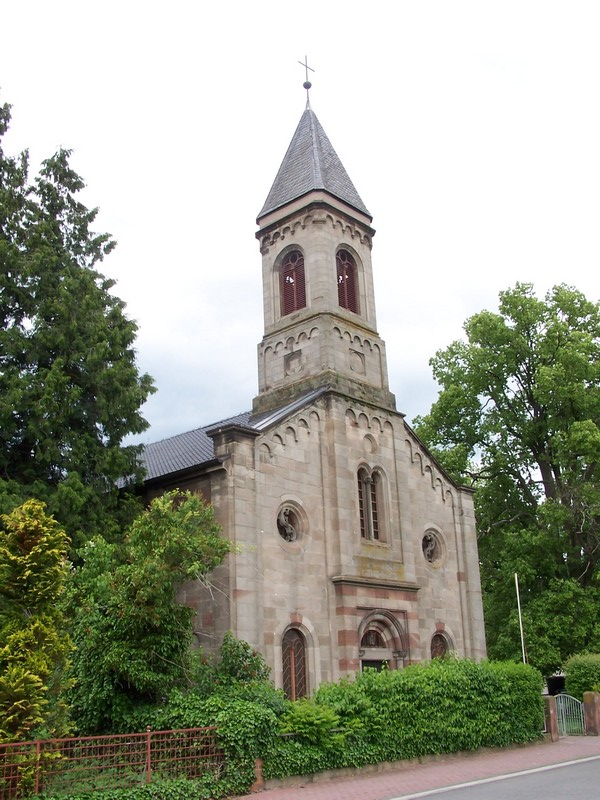
Evangelische Kirche Volkmarsen

Die Evangelische Kirche Volkmarsen ist ein denkmalgeschütztes Kirchengebäude, das in Volkmarsen steht, einer Gemeinde im Landkreis Waldeck-Frankenberg (Hessen). Die Kirchengemeinde gehört zum Kooperationsraum Nordwaldeck im Kirchenkreis Twiste-Eisenberg im Sprengel Marburg der Evangelischen Kirche von Kurhessen-Waldeck.

## Beschreibung
Die giebelständige, neuromanische Saalkirche wurde 1845–47 nach Entwurf von Julius Eugen Ruhl, damals „Generaldirektor“, durch den damaligen „Hofbauconducteur“ Heinrich von Dehn-Rotfelser und den in Wolfhagen ansässigen „Landbaumeister“ Friedrich Ludwig Schirmer aus Quadermauerwerk erbaut. Der quadratische Dachturm erhebt sich im Süden aus dem Satteldach des Kirchenschiffs. 1961 erhielt er anstelle eines Flachdaches ein schiefergedecktes Pyramidendach. In seinem obersten Geschoss befindet sich hinter den Klangarkaden der Glockenstuhl, in dem drei Kirchenglocken aus Bronze hängen, die von Glocken- und Kunstgießerei Rincker 2010 gegossen wurden und die alten Gussstahlglocken ersetzten. Die Fassade ist durch Lisenen gegliedert und mit Bogenfriesen verziert.
Der Innenraum hat Emporen an drei Seiten. Zur Kirchenausstattung in der Apsis zählen eine Kanzel, die sich hinter dem Altar befindet, und eine bauzeitliche Orgel, letztere vermutlich von dem Rotenburger Orgelbauer Friedrich Bechstein.